# Yves Bonnefoy

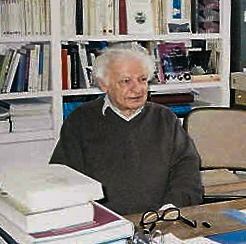
Yves Bonnefoy im Collège de France, 2004

Yves Bonnefoy (* 24. Juni 1923 in Tours; † 1. Juli 2016 in Paris) war ein französischer Lyriker, Autor, Übersetzer und Hochschullehrer.

## Leben
Bonnefoy studierte Mathematik und Philosophie in Tours, Poitiers und an der Sorbonne in Paris. Nach dem Zweiten Weltkrieg studierte er Kunstgeschichte und bereiste Europa und die Vereinigten Staaten. Bereits 1944 schloss er sich zunächst den Surrealisten an, was besonders sein erstes, 1946 erschienenes Werk Traité du pianiste beeinflusste. Im selben Jahr gründete er die Zeitschrift La Révolution, la Nuit. Aus der Anfangszeit seines Schaffens stammen die Gedichtbände Douve in Bewegung und reglos, Herrschaft des Gestern: Wüste und Beschriebener Stein, die in Frankreich zwischen 1953 und 1965 veröffentlicht wurden. Sie liegen in deutscher Übersetzung von Friedhelm Kemp vor, ebenso wie sein Gedichtband Die gebogenen Planken. 1967 begann er zusammen mit André du Bouchet, Gaëtan Picon und Louis-René des Forêts die Herausgabe der Kunst- und Literaturzeitung L'éphemère. Seine Gedichte sowie Essays über Kunst, speziell über Bilder, haben ihn in der Literaturwelt des 20. Jahrhunderts bekannt gemacht. Sein Werk L'Arrière-Pays („Das Hinterland“ oder The Land Beyond) aus dem Jahre 1972 nimmt darunter einen besonderen Platz ein.
Bonnefoy unterrichtete an verschiedenen Universitäten in Europa und in den Vereinigten Staaten Literatur, dazu gehören die Brandeis University, Waltham, Massachusetts (1962–64), Centre Universitaire, Vincennes (1969–1970), Johns Hopkins University, Baltimore, Princeton University, New Jersey, Yale University, New Haven, Connecticut, Universität Genf, Universität Nizza (1973–1976), Universität der Provence, Aix (1979–1981) und seit 1986 die Graduate School der City University of New York. Nach dem Tode von Roland Barthes im Jahre 1980 wurde er an das Collège de France auf den Lehrstuhl für vergleichende Literaturwissenschaften berufen.
Bonnefoys Lyrik ist häufig schwer zugänglich, jedes einzelne Gedicht erschließt sich nur in Beziehung zum Gesamtwerk. „Ich schreibe keine Gedichte, insofern das Wort Gedicht ein abgeschlossenes, selbständiges Gebilde bezeichnet“, äußerte Bonnefoy 1972. „Was ich schreibe, sind vielmehr Gesamtheiten, Versammlungen, Zusammenhänge, innerhalb deren jeder einzelne Text nur ein Fragment ist.“
Bonnefoy galt als einer der bedeutendsten französischen Lyriker seiner Zeit. Darüber hinaus haben seine Übersetzungen ins Französische, besonders die verschiedener Werke Shakespeares, darunter auch die Sonette eine breite Anerkennung gefunden. Auch über Kunst und Kunstgeschichte hat er verschiedene Bücher veröffentlicht, darunter über Miró und Giacometti.
2001 wurde er als auswärtiges Ehrenmitglied in die American Academy of Arts and Letters aufgenommen. 2011 wurde er in die American Academy of Arts and Sciences gewählt.
Die Filmeditorin und Regisseurin Mathilde Bonnefoy ist seine Tochter.

## Auszeichnungen
- 1971: Prix des Critiques
- 1978: Montaigne-Preis
- 1981: Grand Prix de Poésie
- 1984: Ordre des Arts et des Lettres (Komtur)[3]
- 1995: Balzan-Preis
- 1995: Prix mondial Cino Del Duca
- 1997: Premio Grinzane Cavour (Internationaler Preis für den besten ausländischen Roman)
- 2002: Premio internazionale di poesia Gabriele d’Annunzio
- 2007: Franz-Kafka-Literaturpreis
- 2007: Horst-Bienek-Preis für Lyrik
- 2011: Griffin Poetry Prize (Lifetime Achievement Award)
- 2013: FIL-Preis

## Schriften (Auswahl)
- Du Mouvement et de l’immobilité de Douve. Mercure de France, Paris 1953.
- Rue Traversière (= Bibliothek Suhrkamp. 694). Aus dem Französischen und mit einem Nachwort von Friedhelm Kemp. Suhrkamp, Frankfurt am Main 1980, ISBN 3-518-01694-6 (Dichterische Prosa).
- Im Trug der Schwelle. = Dans le leurre du seuil. Gedichte. Französisch und deutsch. Übertragung und Nachwort von Friedhelm Kemp. Klett-Cotta, Stuttgart 1984, ISBN 3-608-95068-0.
- Hommage an Jorge Luis Borges. In: J. L. Borges, Ph. Jaccottet, S. Sontag (= Akzente. Jg. 35, H. 6, 1988). Übersetzt von Friedhelm Kemp. Hanser, München 1988, S. 486–496.
- Berichte im Traum. Deutsch von Friedhelm Kemp. Klett-Cotta, Stuttgart 1990, ISBN 3-608-95637-9 (Dichterische Prosa).
- Was noch im Dunkel blieb / Anfang und Ende des Schnees. Gedichte. Französisch und deutsch. Übertragung von Friedhelm Kemp. Mit einem Interview des Dichters von John Naughton. Klett-Cotta, Stuttgart 1994, ISBN 3-608-95764-2.
- L’'encore aveugle. = Der noch Blinde. Gedichte. Zweisprachige Ausgabe. Aus dem Französischen von Maryse Staiber. Illustrationen von Karl Otto Götz. Rimbaud, Aachen 1999, ISBN 3-89086-793-6 (Auflage: 200 Exemplare).
- Die gebogenen Planken. Gedichte. Französisch und deutsch. Ins Deutsche übertragen und mit einem Nachwort von Friedhelm Kemp. Klett-Cotta, Stuttgart 2004, ISBN 3-608-93657-2.
- Beschriebener Stein und andere Gedichte (= Edition Akzente.). Zweisprachige Ausgabe. Deutsch von Friedhelm Kemp. Hanser, München u. a. 2004, ISBN 3-446-20476-8 (Du mouvement et de l’immobilité de Douve. = Douve in Bewegung und regungslos; Hier régnant désert. = Herrschaft des Gestern: Wüste; Pierre écrite. = Beschriebener Stein.).
- Streichend schreiben. Gedichte (= Lyrik-Kabinett. 14). Deutsch von Elisabeth Edl und Wolfgang Matz. Stiftung Lyrik Kabinett, München 2012, ISBN 978-3-938776-33-9.
- Die lange Ankerkette (= Edition Akzente.). Deutsch von Elisabeth Edl und Wolfgang Matz. Hanser, München 2014, ISBN 978-3-446-24132-9.
- Weiter vereint. Deutsch von Elisabeth Edl und Wolfgang Matz. In: Sinn und Form. Band 69, Nr. 1, 2017, S. 5–11.
- Der rote Schal (= Edition Akzente.). Deutsch von Elisabeth Edl und Wolfgang Matz. Hanser, München 2018, ISBN 978-3-446-26021-4 (Autobiographische Erzählung).[4]

## Belege
1. ↑  Zum Tod von Yves Bonnefoy: Die Wahrheit der Dichtung, Nachruf der NZZ vom 2. Juli 2016, abgerufen am 2. Juli 2016.
2. ↑  Honorary Members: Yves Bonnefoy. American Academy of Arts and Letters, abgerufen am 6. März 2019.
3. ↑  LCI: Le poète et critique d’art Yves Bonnefoy est mort à l’âge de 93 ans. 2. Juli 2016, abgerufen am 2. Dezember 2021 (französisch).
4. ↑  Erinnerung als Versuch, die Liebe zu finden. Besprechung in Deutschlandfunk Kultur vom 13. Dezember 2018, abgerufen am 14. Juli 2022.

| Personendaten    | Personendaten                                  |
| ---------------- | ---------------------------------------------- |
| NAME             | Bonnefoy, Yves                                 |
| KURZBESCHREIBUNG | französischer Lyriker, Essayist und Übersetzer |
| GEBURTSDATUM     | 24. Juni 1923                                  |
| GEBURTSORT       | Tours, Frankreich                              |
| STERBEDATUM      | 1. Juli 2016                                   |
| STERBEORT        | Paris                                          |